# 1906 az irodalomban
Az 1906. év az irodalomban.

## Megjelent új művek

### Próza
- Arthur Conan Doyle: Sir Nigel
- John Galsworthy Forsyte saga (1906–1921, 1922) című regénysorozatának első könyve: The Man of Property (A vagyon ura)
- O. Henry novelláskötete: The Four Million
- Hermann Hesse regénye: Unterm Rad (Kerék alatt)
- Alois Jirásek cseh író F. L. Věk című történelmi regénysorozatának (1888–1906) ötödik, befejező kötete[1]
- Selma Lagerlöf svéd írónő gyermekeknek írt regénye: Nils Holgersson csodálatos utazása Svédországon át (Nils Holgerssons underbara resa genom Sverige), első kötet; második kötete a következő évben jelenik meg
- Jack London regénye: Fehér Agyar (White Fang)
- Robert Musil: Törless iskolaévei (Die Verwirrungen des Zöglings Törless)
- Nacume Szószeki japán szerző:
  - Boccsan (A Kölyök), szatirikus regény
  - Kuszamakura (Fűpárna)
- Orczy Emma: I Will Repay (Megfizetek!)
- Upton Sinclair: The Jungle (A mocsár), az író első jelentős regénye
- P. G. Wodehouse regénye: Love Among the Chickens (Csirkék és szerelem)

### Dráma
- Paul Claudel: Partage de midi (Délforduló)
- John Galsworthy  első színdarabja: The Silver Box  (Az ezüst kazetta)
- Gerhart Hauptmann drámája: Und Pippa tanzt! (És Pippa táncol!), megjelenés és bemutató
- Gabriela Zapolska lengyel író, drámaíró színműve: Moralność pani Dulskiej (Dulszka asszony erkölcse), bemutató; 1907-ben jelenik meg nyomtatásban

### Magyar irodalom
- Ady Endre harmadik verskötete: Új versek. Ez a könyv mérföldkő a magyar irodalomban, a modern magyar költészet születését jelzi. Nyitó verse: Góg és Magóg fia vagyok én.
  - A kötet ciklusai: Léda-asszony zsoltárai, A magyar Ugaron, A daloló Párizs, Szűz ormok vándora
- Krúdy Gyula első sikerült ifjúsági regénye: A podolini kísértet

## Születések
- március 30. – Gelléri Andor Endre magyar író, novellista († 1945)
- április 13. – Samuel Beckett Nobel-díjas (1969) ír költő, próza- és drámaíró († 1989)
- június 23. – Wolfgang Koeppen német regényíró, elsősorban trilógiája (Trilogie des Scheiterns) által vált híressé († 1996)
- július 9. – Bálint György író, kritikus, műfordító, a publicisztika kiemelkedő alakja a két világháború közti magyar irodalomban († 1943)
- október 16. – Dino Buzzati olasz író († 1972)
- december 18. – Zelk Zoltán magyar költő, prózaíró († 1981)

## Halálozások
- április 6. – Alexander Kielland norvég realista író (* 1849)
- május 23. – Henrik Ibsen norvég költő, drámaíró, színházi rendező; a modern dráma „atyjá”-nak is nevezik (* 1828)
- augusztus 27. – Thury Zoltán magyar író, színműíró (* 1870)
- szeptember 1. – Giuseppe Giacosa olasz drámaíró, librettista (* 1847)